# Rishi Pal
Rishi Pal (ur. 11 lutego 1982) – indyjski zapaśnik walczący w stylu klasycznym. Zajął 37 miejsce na mistrzostwach świata w 2011. Ósmy na mistrzostwach Azji w 2012. Brązowy medalista mistrzostw Wspólnoty Narodów w 2009 i 2011 roku.